# Baie de Jacquinot

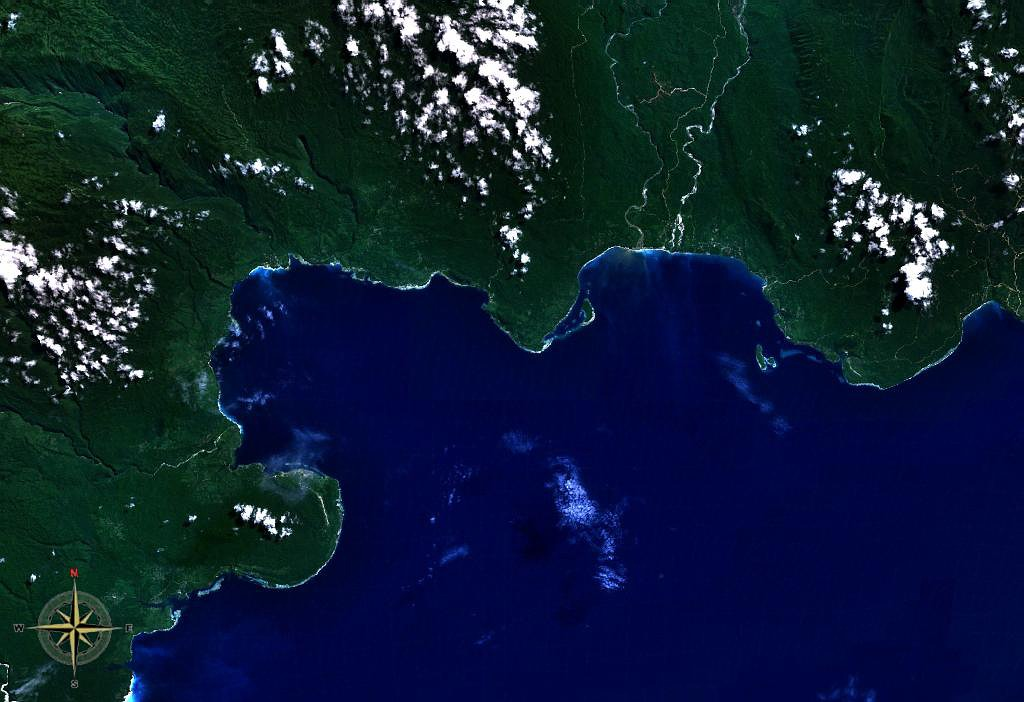
La baie de Jacquinot (à l'ouest) et la baie de Waterfall vues de l'espace.

La baie de Jacquinot est une baie de province de la Nouvelle-Bretagne orientale, au sud-est de la Nouvelle-Bretagne, en Papouasie-Nouvelle-Guinée, située à la position 5° 34′ 00″ S, 151° 30′ 00″ E. 
La baie se situe près de la montagne où vingt-huit personnes sont mortes lorsqu'un avion de la Royal Australian Air Force s'est écrasé en novembre 1945. À l'ouest se trouve la baie de Gasmata et la baie de Wide et la baie de Rabaul sont situées au nord-est.
Avant la Seconde Guerre mondiale, une plantation de palmiers a été dans la zone, connue sous le nom de Palmalmal Plantation (Pal Mal Mal). La région disposait également d'une mission catholique, dirigée par le père Edward Charles "Ted" Harris.

## Histoire

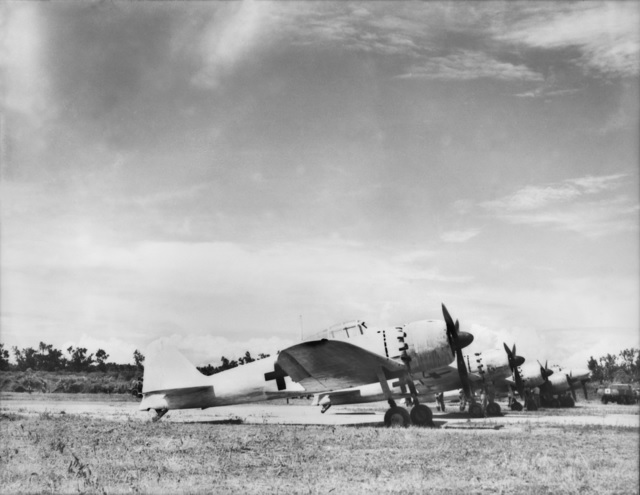
Avions japonais capturés dans la baie de Jacquinot après la libération de la zone.

En avril 1942, 156 soldats et civils australiens se sont rassemblés à Pal Mal Mal après avoir fui Rabaul. Ils ont été secourus par le MV Laurabada, qui les a ensuite transportés à Port Moresby. Plus tard, le port fut repris par les Japonais et resta entre leurs mains jusqu'à la libération de la zone le 4 novembre 1944. L'armée australienne a construit l'aérodrome de la baie de Jacquinot en 1944-1945, à la suite d'un débarquement amphibie.